# Россельс, Владимир Михайлович
Влади́мир Миха́йлович Ро́ссельс (6 октября 1914, Павловский Посад — 12 января 2000, Москва) — советский переводчик, литературовед, литературный критик.

## Биография
Родился в семье врача. Окончил школу-семилетку, после чего поступил в Московский радиотехникум. С 1931 по 1934 годы работал на Московском приборостроительном заводе. В 1934 году поступил сразу на второй курс Литературного института имени А. М. Горького, который с отличием окончил в 1937 году. Начал печататься с 1935 года. После окончания института работал в издательстве «Молодая гвардия», где к 1939 году подготовил к изданию в качестве переводчика и комментатора два стихотворных сборника Тараса Шевченко «Кобзарь» и «Лирика». С 1941 года — член Союза писателей СССР. Во время Великой Отечественной войны с 1941 по 1945 годы — военный корреспондент и ответственный редактор дивизионной газеты. 
После окончания войны занимался переводами художественных произведений — прежде всего с украинского языка. Среди переводов в эти годы — «Знаменосцы» Олеся Гончара и «Большая родня» Михаила Стельмаха. Был первым переводчиком на русский язык произведений польского писателя Станислава Ежи Леца. Позднее перевёл с украинского произведения Ивана Багмута, Нины Бичуя, Александра Довженко, Олеся Донченко, Петра Козланюка, Панаса Мирного, Натана Рыбака, Василия Стефаника, Леси Украинки, Ивана Франко, Бориса Харчука, Марко Черемшины и других авторов.
Одновременно с этим занимался теорией художественного перевода. С конца 1940-х годов — член секции переводчиков при Союзе писателей, с 1955 годы — один из основателей и член редакционной коллегии альманаха «Мастерство перевода», в 1956 году был являлся из организаторов и первым заведующим кафедрой художественного перевода в Литературном институте. Перевёл с чешского монографию И. Левого «Искусство перевода». Автор книг «Эстафета слова. Искусство художественного перевода» (1972) и «Сколько весит слово» (1984). Инициатор издания, редактор и автор послесловия собраний сочинений Александра Грина в 1965 и 1980 годах, один из основателей его музея в Старом Крыму. 
Скончался в Москве 12 января 2000 года.